# Margaret Lu
Margaret Lu (Cidade de Manila, 21 de março de 1994) é uma esgrimista estadunidense de florete. Integrou a equipe nacional de florete que conquistou uma prata e um ouro em mundiais.

## Carreira

### Campeonatos Mundiais
Lu integrou a equipe de florete dos Estados Unidos nos campeonatos de 2017 e 2018. Na edição de Lípsia, as estadunidense foram superadas pelas italianas na decisão e terminaram o evento com a medalha de prata. No ano seguinte, em Wuxi, conquistaram o ouro derrotando a Coreia do Sul.

### Campeonatos Pan-americanos
Ela ganhou medalhas de ouro no Pan-Americano em 2013, 2015, 2017 e 2018, todos os quais estavam nos eventos por equipe. Ela ganhou medalhas de bronze nos eventos individuais em 2013 e 2017.